# Kuwahara Takashi
Takashi Kuwahara (桑原 隆, sinh ngày 5 tháng 5 năm 1948) là một huấn luyện viên và cựu cầu thủ bóng đá người Nhật Bản.

## Sự nghiệp Huấn luyện viên
Takashi Kuwahara đã dẫn dắt PJM Futures, Júbilo Iwata và Yokohama F. Marinos.